# Scopula massimensis
Scopula massimensis är en fjärilsart som beskrevs av Louis Beethoven Prout 1938. Scopula massimensis ingår i släktet Scopula och familjen mätare. Inga underarter finns listade.